# Круликовский, Сергей Николаевич
Серге́й Никола́евич Крулико́вский (укр. Сергій Миколайович Круликовський; 28 ноября 1945, Новоград-Волынский, Житомирская область — 2 октября 2015, Одесса) — советский футболист, защитник. Мастер спорта СССР. Наиболее известен по выступлениям за киевское «Динамо» и одесский «Черноморец».

## Карьера
Начинал карьеру в 1958 году в детской команде в Житомире. В 1961 был приглашён в клуб «Полесье» который выступал в классе «Б». В 1963 Сергей перешёл в «Динамо», за которое дебютировал в 1964 году. В том сезоне он стал обладателем Кубка СССР и был признан лучшим дебютантом сезона. С 1966 по 1968 год он трижды становился чемпионом СССР. Дважды включался в список 33 лучших футболистов сезона под № 3. Всего за киевский клуб в чемпионате Круликовский сыграл 87 матчей и забил 2 гола. В еврокубках провёл 9 матчей.
С 1971 по 1973 год играл за «Черноморец» в первой лиге. Провёл 62 матча, забив 1 мяч. Завершал карьеру в команде «Судостроитель».
После окончания выступлений работал детским тренером в Одессе. Позже был делегатом Федерации футбола Украины, обслуживал матчи первой лиги Украины.

## Достижения

### Командные
«Динамо» (Киев)
- Чемпион СССР (3): 1966, 1967, 1968
- Обладатель Кубка СССР (2): 1964, 1965/66

### Личные
- Лучший дебютант сезона: 1964
- В списке 33 лучших футболистов сезона в СССР: № 3 (1968, 1969)